# Bochov
Bochov (németül: Buchau) város Csehországban a Karlovy Vary-i kerület Karlovy Vary-i járásában. Karlovy Vary-tól 15 km-re délkeletre fekszik.

## Településrészei
Číhaná (Tschies), Dlouhá Lomnice (Langlamnitz), Herstošice (Herscheditz), Hlineč (Lintsch), Javorná (Gabhorn), Jesínky (Gessing), Kozlov (Koßlau), Mirotice (Miroditz), Německý Chloumek (Deutsch Kilmes), Nové Kounice (Neukaunitz), Polom (Pohlem), Rybničná (Teichhausen), Sovolusky (Zoboles), Teleč (Teltsch), Těšetice (Teschetitz) és Údrč (Udritsch).

## Természeti viszonyok
Külterülete nagyrészt mezőgazdasági művelés alatt, kisebbrészt erdős terület. A Bochovi-patak a Křížový és a Panský halastavak vízellátását biztosítja. Ezen kívül még négy halastava van: Horní Bochovský, Nový Bochov, Silniční, Tábor.

## Története
Írott források elsőként 1325-ben említik. A csehszlovák nemzetállami törekvések céljából német lakosságát a második világháború után Németországba toloncolták. 2006-ban ismét városi rangra emelték.

## Nevezetességei
- Hartenstein várának romjai
- Mihály arkangyal tiszteletére szentelt templom
- Szent Jakab tiszteletére szentelt templom
- kápolna
- Szentháromság-szobor
- Városháza
- Nepomuki Szent János szobor
- az első világháború helybéli hősi halottainak emlékműve

## Népesség
A település népessége az elmúlt években az alábbi módon változott:
| Lakosok száma | 7243 | 7005 | 6487 | 2079 | 1937 | 1932 | 2023 | 1980 | 1818 | 1897 |
|               | 1869 | 1900 | 1921 | 1961 | 1980 | 2011 | 2016 | 2019 | 2021 | 2024 |